# Nebbi
Nebbi is de hoofdplaats van het district Nebbi in het noorden van Oeganda. Nebbi telde in 2002 bij de volkstelling 23.190 inwoners. De plaats ligt aan de Gulu-Arua-Road.
De meerderheid van de bevolking is er rooms-katholiek. Sinds 1996 is Nebbi de zetel van een rooms-katholiek bisdom.